# Nina Mikirova
Nina Mikirova es una científica investigadora rusa, graduada en la Universidad Estatal de Moscú con un doctorado en física y matemáticas y obtuvo el grado en estadísticas en los Estados Unidos. Fue durante quince años investigadora e ingeniera responsable en el Instituto de Problemas Biomédicos en Rusia.
En 1997 se unió al equipo de trabajo de la Clínica Riordan, Kansas, en Estados Unidos. Entre sus investigaciones figuran estudios intravenosos in vitro estudio de animales, análisis farmacocinéticos y estudios clínicos.